# Siphonophora crassirostrata
Siphonophora crassirostrata är en mångfotingart som först beskrevs av Loomis 1975.  Siphonophora crassirostrata ingår i släktet Siphonophora och familjen Siphonophoridae. Inga underarter finns listade i Catalogue of Life.